# Avrigney-Virey
Avrigney-Virey is een gemeente in het Franse departement Haute-Saône (regio Bourgogne-Franche-Comté) en telt 403 inwoners (2005). De plaats maakt deel uit van het arrondissement Vesoul.

## Geografie
De oppervlakte van Avrigney-Virey bedraagt 23,0 km², de bevolkingsdichtheid is 17,5 inwoners per km².
De onderstaande kaart toont de ligging van Avrigney-Virey met de belangrijkste infrastructuur en aangrenzende gemeenten.

## Demografie
Onderstaande figuur toont het verloop van het inwonertal (bron: INSEE-tellingen).

1. ↑  Populations de référence 2022.